# Kaufhaus Gerson

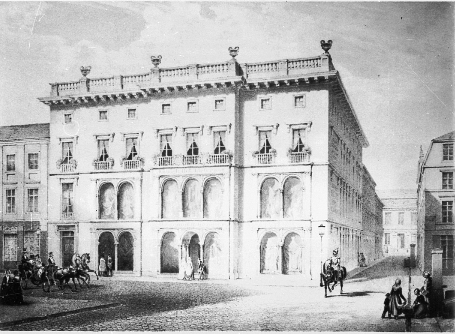
Das Konfektionshaus Herrmann Gerson, Lithographie von Wilhelm Loeillot de Mars, um 1850

Das Kaufhaus Gerson (zeitgenössisch auch Gerson's[cher] Bazar genannt) gilt als das erste Berliner Kaufhaus. Das Konfektionshaus befand sich seit 1848/1849 in Friedrichswerder am Werderschen Markt 5 und bot in einem prächtigen Gebäude vorgefertigte (konfektionierte) Kleidung an. Im Zweiten Weltkrieg wurde das Kaufhaus zerstört. Heute befindet sich an dieser Stelle zwischen Auswärtigem Amt und der Telekom-Zentrale in Berlin ein Hotelkomplex.

## Herrmann Gerson
Der Gründer und Besitzer des Kaufhauses Gerson war Herrmann Gerson (1813–1861), ein jüdischer Kaufmann, der 1835 nach Berlin kam und im angesehenen Manufacturwarengeschäft Wolfenstein lernte. 1836 wurde er Mitbegründer der Weisswarenhandlung Wald & Gerson; 1839 eröffnete er sein erstes eigenes Geschäft mit dem Namen Herrmann Gerson im Gebäude der Königlichen Bauakademie am Werderschen Markt Nr. 3. Seit 1842 belieferte Gerson auch den preußischen Hof. Gemeinsam mit den Gebrüdern Mannheimer, Rudolph Hertzog und David Leib Levin gilt Herrmann Gerson als einer der Begründer der Berliner Bekleidungsindustrie, die später zu einer der Hauptsäulen des Gewerbes in Berlin wurde. Das von Herrmann Gerson begründete Unternehmen war 1894 mit 30 Millionen Mark Jahresumsatz in Berlin das größte seiner Branche und galt noch in den 1920er Jahren als führend.

## Das erste Kaufhausgebäude am Werderschen Markt 5

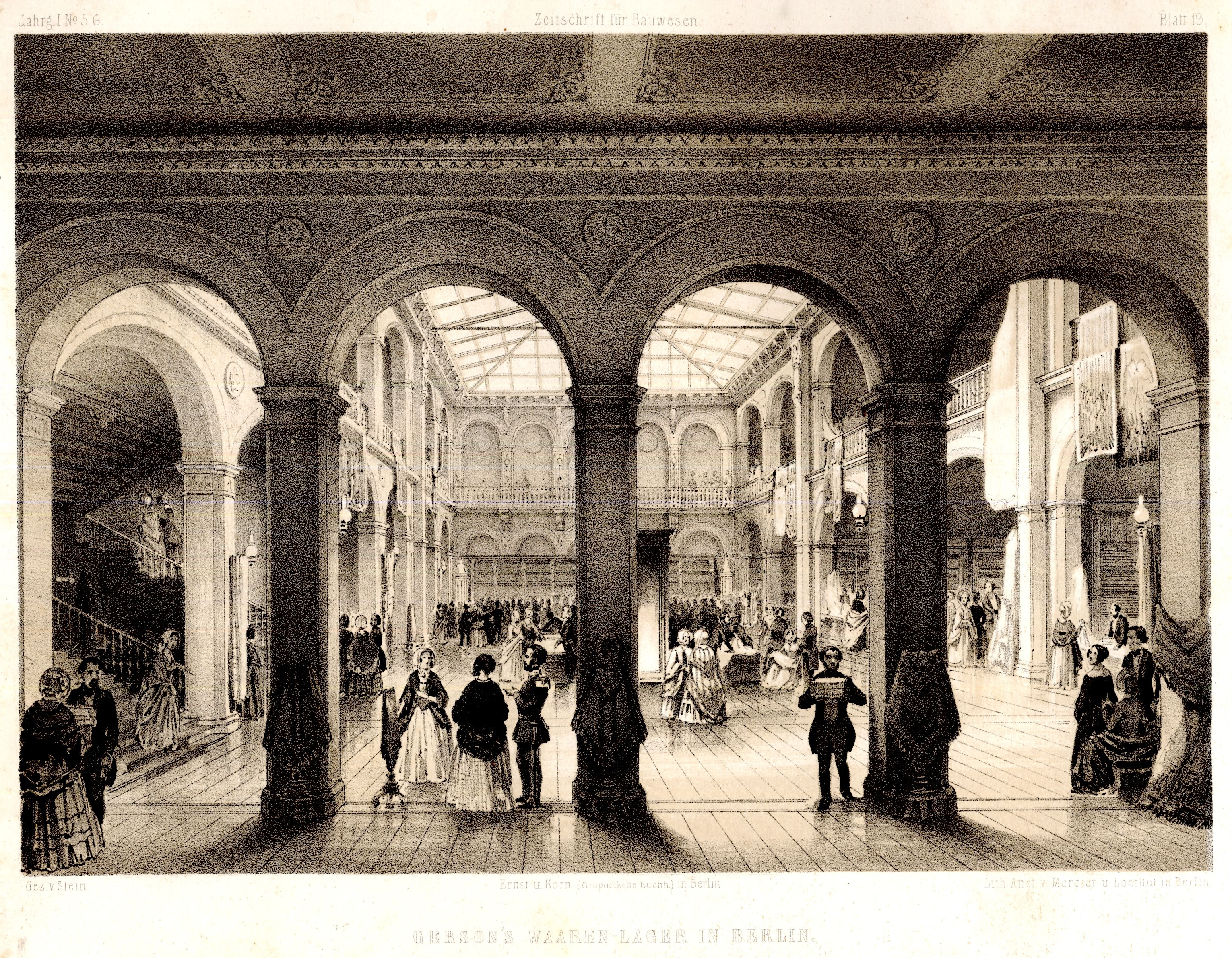
Das Kaufhaus Gerson verfügte über einen glasbedachten Innenhof mit Tageslicht, Bild von Theodor August Stein, 1851

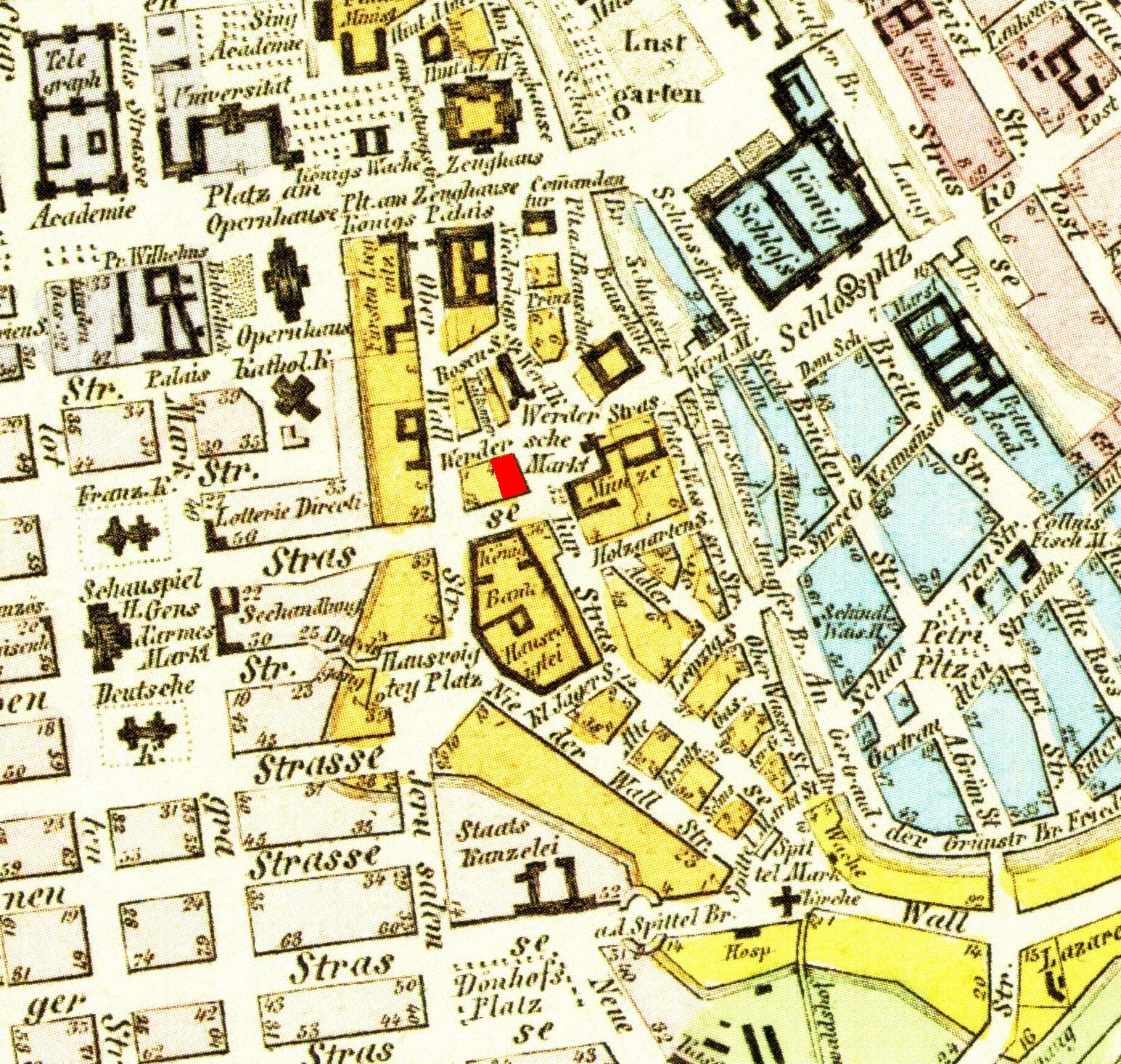
Kaufhaus Gerson am Werderschen Markt in Berlin, 1849

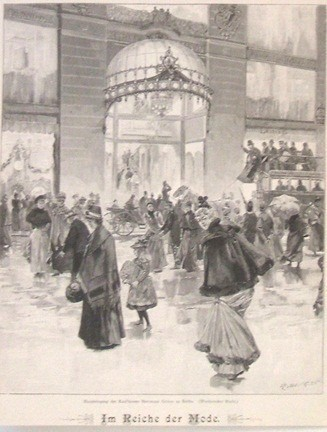
Vorweihnachtlicher Kundenandrang am Kaufhaus Gerson 1893, das abends hell erleuchtet war

Der geschäftliche Erfolg erlaubte es Herrmann Gerson, ein der Bauakademie schräg gegenüber liegendes Gebäude (das ehemalige Haus des Bankiers Carl Wilhelm Jacob Schultze) anzukaufen und 1848 durch den Aachener Regierungs- und Baurat Theodor August Stein umbauen zu lassen. Durch die Revolutionsereignisse von 1848 in Berlin zog sich der Bau länger hin als geplant. Erst 1849 konnte Herrmann Gerson das erneuerte Gebäude beziehen. Der gesamte Bau kostete 130.000 Taler.
Das neue Kaufhaus befand sich in einem noblen Viertel: Außer der bereits erwähnten Bauakademie lag nördlich die Friedrichswerdersche Kirche, östlich die von Johann Heinrich Gentz erbaute Berliner Münze und das sogenannte „Fürstenhaus“, ein ehemaliges Gästehaus der preußischen Regierung, sowie südlich die Königliche Hauptbank (die spätere Reichsbank).
Das prachtvoll ausgestattete und dekorierte Kaufhaus mit einer Nutzfläche von über 800 Quadratmetern verfügte über einen inneren mit einem Glasdach versehenen Lichthof und hatte zwei offene Verkaufsetagen sowie zwei Ebenen mit Wohnräumen, Ateliers und Lagerflächen. Der Bau gilt architektonisch als Vorläufer der späteren Berliner Kaufhäuser. Verkauft wurden u. a. konfektionierte Kleidung, Stickereien, Gardinen, Seiden- und Möbelstoffe sowie Teppiche. In dem Gebäude waren gesonderte Verkaufsbereiche für die einzelnen Artikel eingerichtet. In den Ateliers arbeiteten etwa 60 Näherinnen. Im zweiten Obergeschoss befand sich außerdem die Privatwohnung des Inhabers.
Im Modebazar Gerson & Comp., wie das Unternehmen hieß, konnte die Wirkung der angebotenen Stoffe sowohl im tagesbelichteten Innenhof als auch in einem geschlossenen Spiegelkabinett bei Kerzenschein durch die kritischen Käufer geprüft werden. Herrmann Gerson gab 1856 und 1857 zur Information seiner Kunden auch eine Modezeitschrift heraus: H. Gerson’s Modezeitung. Zeitschrift für Mode und Industrie, Kunst und Literatur.

## Einkauf als Erlebnis

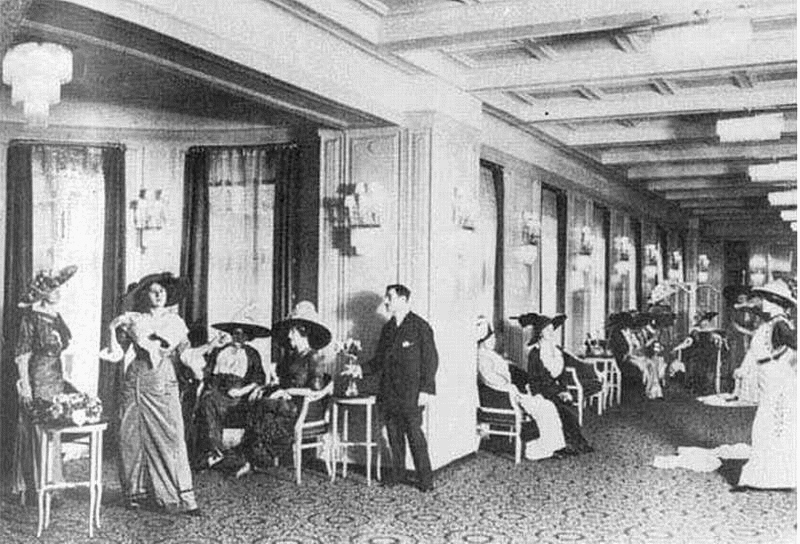
Blick in den Vorführsalon des Kaufhauses Gerson, um 1890

Für die Zeitgenossen war ein Besuch des Kaufhauses ein erhebendes Erlebnis. Besonders der Luxus und die Fülle der angebotenen Waren beeindruckten. In seinem Berlin-Führer von 1861 lobt Robert Springer das Kaufhaus Gerson in den höchsten Tönen:

„Gerson’s Bazar ist das geschmackvollste, großartigste und bedeutendste Manufakturwaarengeschäft in Deutschland. […] Welch ein bewegtes schillerndes Leben in diesen Räumen voll Seidenglanz, zwischen diesen, mit strahlenden Teppichen behangenen Wänden, auf den mit weichen Decken belegten Treppen, unter diesem Heer von rechnenden und schreibenden Comtoiristen, von verkaufenden Commis und Ladenjungfern, von begehrlichen, verschwenderisch freigebigen oder feilschenden Käufern!“

## Neubau von Carl Bauer und Erweiterung durch H. Derneburg

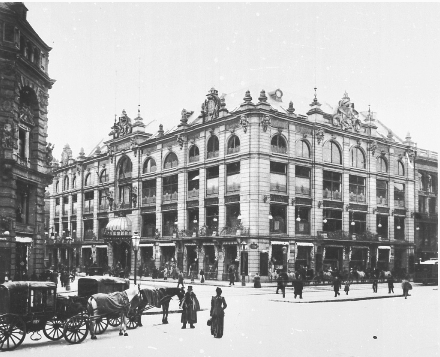
Der Neubau des Kaufhauses Gerson am Werderschen Markt in Berlin, auch „Kaiser-Bazar“ genannt

Im Jahr 1889 wurde der aus Bödefeld stammende Philipp Freudenberg Teilhaber des Unternehmens. Er ließ 1890 das erste Kaufhausgebäude am Werderschen Markt 5 abtragen und durch einen noch größeren Nachfolgebau des Architekten Carl Bauer ersetzen. 1891 übernahm Freudenberg das gesamte Unternehmen. Der Architekt H. Derneburg erweiterte den Neubau 1919 noch einmal durch einen Anbau. Insolvenz und Zahlungseinstellung erfolgten im April 1932.

## „Arisierung“
Das Kaufhaus Gerson, das nach Philipp Freudenbergs Tod durch dessen kunstsinnige Söhne Hermann und Julius erfolgreich weiter geführt worden war, wurde 1936 durch die nationalsozialistische Regierung „arisiert“. Seit 1939 befand sich im umgebauten Kaufhausbau am Werderschen Markt das Reichskriminalpolizeiamt.

## Neubebauung durch einen Hotelkomplex
Nach der deutschen Wiedervereinigung 1990 erwarb die Gesellschaft „Züblin Projektentwicklung“ das Grundstück des ehemaligen Kaufhauses Gerson, das nun zwischen dem Auswärtigen Amt und der Telekom-Zentrale in Berlin liegt, und bebaute es von 2007 bis 2009 mit einem Vier-Sterne-Hotel, Apartments und Wohnungen sowie einem Bürohaus, dem sogenannten „Quartier am Auswärtigen Amt“.